# Thalasseleotrididae
Thalasseleotrididae — невелика родина риб ряду бичкоподібних (Gobiiformes). Поширені у помірних морських водах Австралії та Нової Зеландії. Вони раніше розглядалися як частина родини Eleotridae, але були виділені у окрему родини за показниками остеології кісток плечового поясу і зябрових дуг. Родина є близькою до бичкових риб (Gobiidae).

## Роди
До складу родини входять чотири види у трьох родах:
- Рід Grahamichthys
  - Grahamichthys radiata Valenciennes, 1837
- Рід Thalasseleotris
  - Thalasseleotris adela Hoese & Larson, 1987
  - Thalasseleotris iota Hoese & Roberts, 2005
- Рід Tempestichthys Goatley & Tornabene, 2022
  - Tempestichthys bettyae Goatley & Tornabene, 2022